# Denekamp

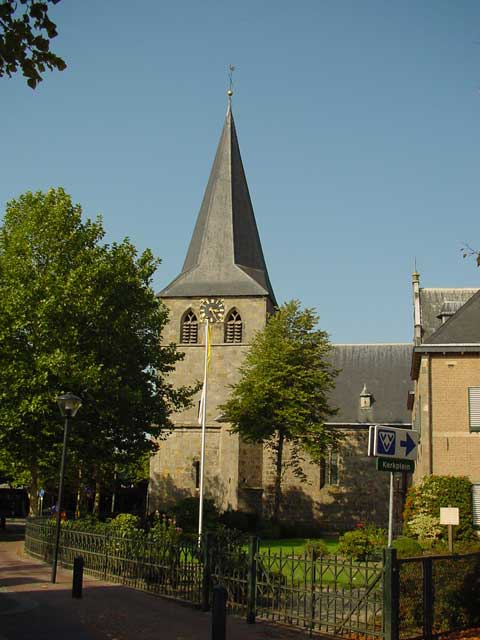
De dertiende-eeuwse rooms-katholieke parochiekerk H. Nicolaas te Denekamp.

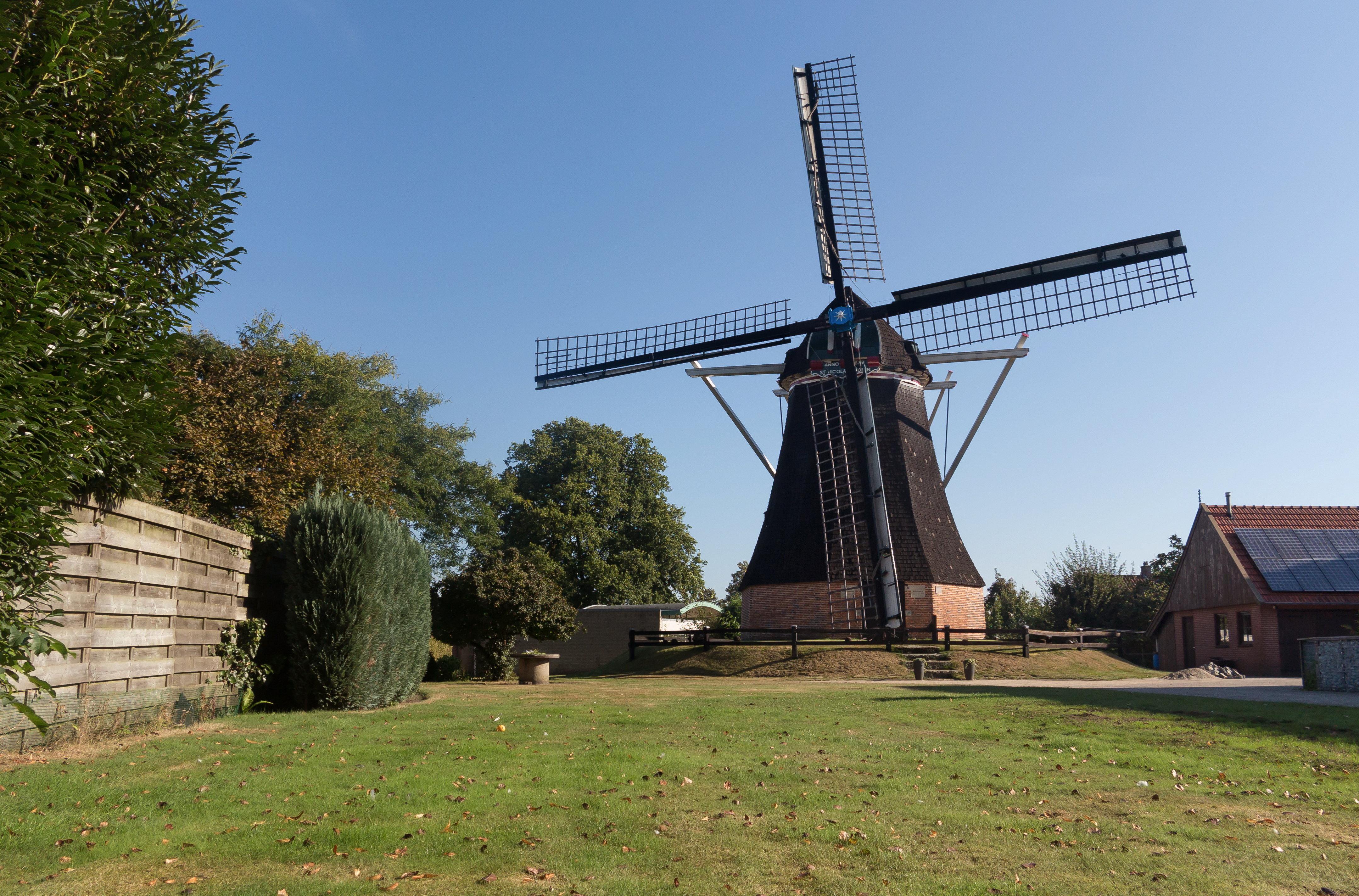
De Sint Nicolaasmolen

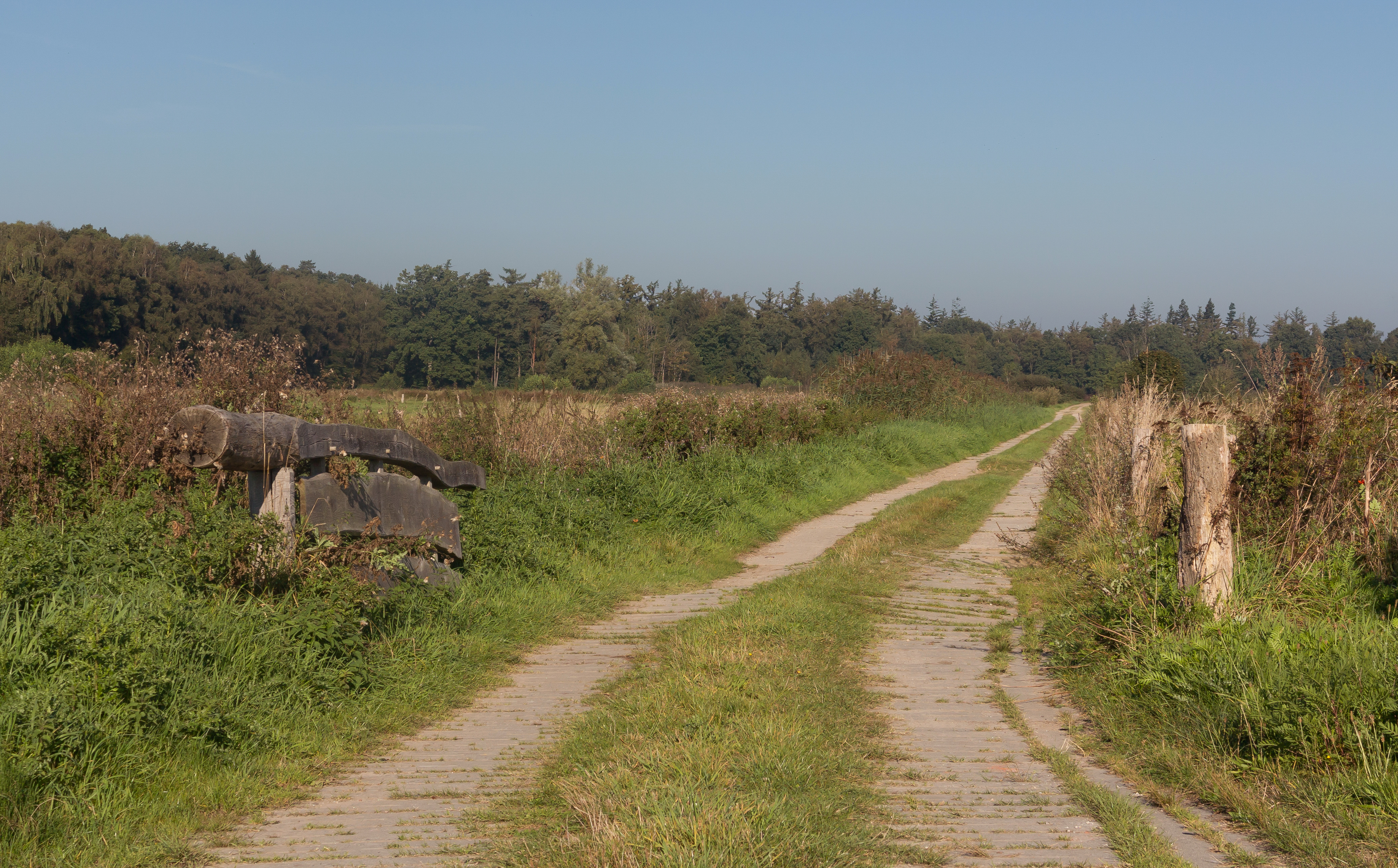
Weg voor landbouwvoertuigen

Denekamp (Nedersaksisch: Dearnkaamp of Deankaamp) is een plaats in Twente in de Nederlandse provincie Overijssel, gelegen aan de Dinkel, met circa 10.280 inwoners. Denekamp vormde tot de gemeentelijke herindeling in 2001 de hoofdplaats van de gelijknamige gemeente. In genoemd jaar werden de gemeenten Denekamp, Ootmarsum en Weerselo samengevoegd tot de gemeente Dinkelland.

## Wijken
Denekamp heeft buiten het centrum een aantal uitgestrekte woonwijken met veel groen. Met ruim 2000 inwoners is Janskamp de grootste woonwijk van het dorp. Kerker Esch, Klokkenberg, Diepengoor zijn oudere wijken. Nieuwbouwwijken zijn 't Pierik en het Remerink, ze liggen in het oosten van Denekamp.

## Geschiedenis
Denekamp is ontstaan op een plek waar men buiten bereik was van het overstromingswater van de rivier de Dinkel. Germanen, mogelijk Tubanten of Ampsivaren, stichtten er rond het jaar 200 een nederzetting. In 933 wordt het dorp als 'Daginghem' vermeld. Deze naam komt van de Saksische persoonsnaam Dago of Dano en het woord heem, oftewel woonplaats. In 1385 wordt het dorp als Degeninchem, in 1677 met de benaming Degenkamp gedocumenteerd. Het kerspel Denekamp bestond uit de buurschappen Denekamp, Noord Deurningen en Beuningen (nu gemeente Losser). Het waren hechte, vaak gesloten gemeenschappen. Denekamp en Noord Deurningen hoorden onder het landgericht Ootmarsum, Beuningen onder het landgericht Oldenzaal.
Rond de 15e eeuw was Denekamp een dorp met zo'n honderd huizen, verspreid langs de dorpsstraat in de nabijheid van een kerk. Deze Sint-Nicolaaskerk was in de 13e eeuw opgetrokken uit Bentheimer zandsteen. De toren is later aangebouwd. De kerk is een monument in het centrum van het dorp.
Denekamp is een plaats die sterk door het rooms-katholieke geloof gekenmerkt wordt. In de omgeving liggen enkele kloosters. De franciscanessen van Denekamp vormen een aparte congregatie. In het klooster van deze congregatie verbleef kardinaal Johannes Willebrands gedurende zijn laatste levensjaren.
De mensen in het dorp waren tot in de 19e eeuw veelal landbouwer. Geleidelijk aan hebben veel boerderijen plaats gemaakt voor woningen en winkels. Tijdens carnaval worden de inwoners Köttelpeer'n genoemd.

## Omgeving en recreatie
Bij Denekamp ligt het landgoed Singraven. Nabij dit landgoed ligt de historische watermolen het Singraven. Daarnaast staan er nog twee windkorenmolens in Denekamp, de Borgelinkmolen en de Nieuwe Molen of Sint Nicolaasmolen.
Klootschieten en midwinterhoornblazen zijn oude tradities, die populair zijn in Denekamp. Als er sneeuw ligt kan men in de omgeving van Denekamp over uitgezette routes langlaufen.

## Pasen
In het voorjaar vinden in het dorp traditionele paasgebruiken plaats. Dit begint met het eiergadder'n op Palmzondag. Op paaszaterdag wordt er hout gehaald voor het paasvuur. Op eerste paasdag wordt een boom (de paasstaak, een spar) gehaald bij landgoed Singraven en deze boom wordt naar de paasweide gesleept. Daar wordt er een teerton aangehangen. Na het opzetten van de boom wordt hij door Judas verkocht. De teerton wordt samen met het paasvuur eerste paasdag in brand gestoken.

## Museum Natura Docet
Aan de straatweg naar Oldenzaal ligt het natuurhistorisch Museum Natura Docet. De Latijnse naam betekent 'de natuur onderwijst'. Dit museum werd in 1911 gesticht door de dorpsonderwijzer meester Bernink. Het museum is het oudste museum van deze soort in Nederland. Het gebouw werd van 2002 tot 2005 gerenoveerd en opnieuw ingericht. Sinds 2006 is er op een buitenterrein van ongeveer anderhalve hectare een belevingstuin ingericht met verschillende biotopen.

## Geboren
- Angerfist (1981), artiestennaam van Danny Masseling
- J.B. Bernink (1878-1954), onderwijzer en museumdirecteur
- Roméo Dallaire (1946), Canadees senator
- Willem Hendrik Dingeldein (1894-1953), onderwijzer, natuur- en streekhistoricus
- Jolijn Heuvels (1986), voetbalster
- Job Kienhuis (1989), zwemmer
- Erwin Nijboer (1964), wielrenner
- Tanja Nijmeijer (1978), guerrillastrijdster bij de Colombiaanse guerrillabeweging FARC
- Boudewijn Pahlplatz (1971), voetballer
- Gerhard Jan Palthe (1681-1767), kunstschilder
- Radical Redemption (1990), Artiestennaam van Joey van Ingen
- Herman Snoeijink (1951), amateurwielrenner en wielerbondscoach
- Piet Stalmeier (1912-1990), componist, dirigent, organist en muziekpedagoog
- Teun van de Steeg (1956), organist en filosoof
- Marieke Westerhof (1974), roeister

## Overleden
- Johannes Willebrands (1909-2006), kardinaal en aartsbisschop